# Robert Thalén
Tobias Robert Thalén, född 28 december 1827 i Köping, död 27 juli 1905 i Uppsala, var en svensk universitetslärare, fysiker och tecknare.

## Biografi
Thalén blev 1849 student, 1854 filosofie magister och 1856 docent i astronomi, allt vid Uppsala universitet. Som bysantinsk stipendiat gjorde han 1856–1859 en studieresa till England, Frankrike och Tyskland och utnämndes vid hemkomsten till docent i fysik samt 1861 till adjunkt i fysik och mekanik. Han var 1869–1870 tillförordnad professor i fysik vid Teknologiska institutet i Stockholm och utnämndes 1873 till professor i mekanik vid Uppsala universitet, men erhöll 1874 transport till den fysiska lärostolen där och tog 1896 avsked. Under tvåårsperioden 1889–1891 var Thalén universitetets prorektor. 1865–1879 var han förordnad till censor vid mogenhetsexamina. Vid elektricitetskongressen i Paris 1881 var han ombud för Sverige. Från 1885 var Thalén ledamot av Comité international des poids et mesures i Breteuil. Han var 1889 Sveriges ombud vid Conférence générale des poids et mesures i Paris och hemförde därifrån prototyperna för metern och kilogrammet ("rikslikarna"). Thalén utmärkte sig inom magnetismen och spektralanalysen. På det senare området deltog han i och fortsatte Ångströms betydelsefulla forskningar. 
Bland Thaléns skrifter, vilka till stor del influtit i Vetenskapsakademiens handlingar och Vetenskapssocietetens handlingar, märks Om astronomiska observationer med tillhjelp af galvanisk elektricitet (1856), Försök att bestämma induktionsströmmars olika fortvaro (1859), Bestämning af våglängderna för en del af de kemiska strålarne i solspektret (1860), Recherches sur les propriétés magnétiques du fer (1861), Om de Fraunhoferska linierna jemte teckning af den violetta delen af solspektrum (1865, tillsammans med A.J. Ångström), Spektralanalys, expost och historik (1866), Mémoire sur la détermination des longueurs d'onde des raies métalliques (1867) var T:s huvudarbete, i vilket han med stor skärpa bestämde spektrallinjernas läge för en stor mängd metaller, Jodgasens absorptionsspektrum (1869). Jordmagnetiska bestämningar i Sverige under åren 1869-71 och 1872-82, Recherches sur let spectres des métalloides (1875, tillsammans med Ångström), Sur la recherche des mines de fer (1877) Sur le spectre de fer obtenu à l'aide de l'arc électrique (1885) samt meddelanden (dels till Vetenskapsakademien 1874, dels i Järnkontorets "Annaler" 1879) om en metod att medelst magnetiska mätningar undersöka järnmalmsfält, för vilken han 1874 erhöll anslag av Järnkontoret och 1875 Geografiska sällskapets i Paris medalj av första klassen. 1884 tilldelade honom Royal society i London den rumfordska medaljen. Vid sidan av sitt vetenskapliga arbete var han verksam som porträttecknare i blyerts eller blåkrita. Thalén finns representerad vid Uppsala universitetsbibliotek med ett flertal porträtt av sina professorskolleger.
Thalén blev ledamot av Vetenskapssocieteten i Uppsala 1863 (hedersledamot 1901), vars sekreterare han var 1880–1901, 1868 av Vetenskapsakademien, som flera gånger tilldelade honom pris, 1878 av Fysiografiska sällskapet i Lund och hedersledamot av Vetenskaps- och Vitterhetssamhället i Göteborg 1888. Till korresponderande ledamot av Örlogsmannasällskapet invaldes han 1883. År 1886 kallades han till ledamot av Royal Society of Edinburgh och 1891 till hedersledamot av Royal Institution i London.
Han var son till prosten Jacob Thalén och Maria Elisabeth Weijel och från 1862 gift med Tonny Carolina Kraak. Thalén är begravd på Uppsala gamla kyrkogård.